# Nguyễn Công Phượng
Nguyễn Công Phượng (Đô Lương, 1995. január 21. –) vietnámi válogatott labdarúgó.

## Nemzeti válogatott
A vietnámi válogatottban 9 mérkőzést játszott.

## Statisztika
| Vietnámi válogatott | Vietnámi válogatott | Vietnámi válogatott |
| Időszak             | Mérk.               | gól                 |
| ------------------- | ------------------- | ------------------- |
| 2015                | 2                   | 0                   |
| 2016                | 7                   | 1                   |
| Összesen            | 9                   | 1                   |